# Minnesota Twins
Die Minnesota Twins sind ein Major-League-Baseball-Team aus Minneapolis, Minnesota. Sie spielen in der Central Division der American League. Das Team gehört dem in Minnesota ansässigen Geschäftsmann Jim Pohlad, der nach dem Tod seines Vaters Carl Pohlad im Januar 2009 die Geschäfte einschließlich der Twins übernahm. Ihre Heimspiele tragen die Twins seit 2010 im Target Field in Minneapolis aus.
Als Minor League Team namens Kansas City Blues 1894 gegründet, zog das Team 1900 nach Washington, D.C. um in der Major League zu spielen. Das Team wurde zu den „Washington Senators“, bis sie schließlich 1961 nach Minneapolis umsiedelten und ihren heutigen Namen annahmen. Neben drei World-Series-Titeln (1924, 1987, 1991) waren sie sechs Mal bestes Team der American League (zuletzt 1991) und errangen dreizehn Divisions-Titel (zuletzt 2023).

## Geschichte

### Kansas City Blues: 1894–1900
1894 wurden die Kansas City Blues gegründet und bestritten Spiele in der Western League. Als sich die American League zur Major League erklärte, wurden die Kansas City Blues nach Washington verlegt. Die Stadt wurde vor einem Jahr von einem National League Team verlassen.

### Washington Nationals/Senators: 1901–1960
Das neue Washingtoner Franchise wurde, wie das alte, als „Senators“ bezeichnet. Die Senators begannen ihre Geschichte als eine ständig verlierende Mannschaft, in der Nähe der unteren Ränge der American League. Mit der Ankunft des 19-jährigen Kruges Walter Johnson im Jahr 1907 begann sich ihr Schicksal zu verbessern. Johnson blühte 1911 mit 25 Siegen auf. 1912 verbesserten sich die Senators dramatisch. Ihre Pitcher führten die Liga in Earned Run Average und Strikeouts an. Johnson gewann 22 Spiele, während Bob Groom 24 weitere Siege hinzufügte. Die Senators erreichten am Ende der Saison den zweiten Platz in der American League. Manager Clark Griffith trat dem Team 1912 bei und wurde 1920 Eigentümer des Teams. Die Senators traten 1913 weiterhin respektabel auf und erreichten erneut den zweiten Platz. In dem kommenden Jahrzehnt fielen die Senators erneut in eine Periode von Niederlagen.
Zu einem erneuten Erfolg kamen die Senators in der Saison 1924, als sie die World Series erreichten. Dort spielten sie gegen die New York Giants und schlugen diese im finalen 7. Spiel. Dies war der einzige Triumph in der World Series für das Franchise während des 60-jährigen Bestehens in Washington.
In den kommenden Jahren erreichten sie Erfolge, konnten aber nie an den World-Series-Erfolg von 1924 anknüpfen.

#### Name
Das Washingtoner Franchise war zu verschiedenen Zeiten und manchmal zur gleichen Zeit sowohl als „Senators“ als auch als „Nationals“ bekannt. 1905 änderte das Team seinen offiziellen Namen in „Washington Nationals“. Der Name „Nationals“ erschien nur zwei Saisons lang auf Uniformen und wurde dann für die nächsten 52 Jahre durch das „W“-Logo ersetzt. Die Medien haben den Spitznamen oft auf „Nats“ gekürzt. Viele Fans und Zeitungen beharrten darauf, den Spitznamen „Senators“ zu verwenden, da es zu Verwechslungen kommen könnte, wenn eine Mannschaft der American League den Namen „Nationals“ verwendet. Mit der Zeit verblassten „Nationals“ als Spitzname, und „Senators“ wurden dominant.
Die aktuellen Namen „Nationals“ und „Nats“ wurden 2005 wiederbelebt, als die Montreal Expos nach Washington umzogen, um die Nationals zu werden.

### Minnesota Twins: seit 1961
1960 gewährte die Major League Baseball der Stadt Minneapolis ein Expansionsteam. Washington Inhaber Calvin Griffith, Clarks Neffe und Adoptivsohn, bat darum, dass er sein Team nach Minneapolis-St. Paul verlegen dürfe und stattdessen Washington das Expansionsteam geben dürfe. Nach der Genehmigung durch die Liga zog das Team nach der Saison 1960 nach Minnesota und spielte dort im Metropolitan Stadium. Dort spielte das Team unter dem Namen Minnesota Twins. Das neue Expansionsteam in Washington wurde erneut Senators genannt und spielte bis 1972 in Washington, bevor es nach Texas umzog.
Der Erfolg kam schnell für das Team in Minnesota. Durch alte Spieler aus Washington und einigen guten neu Zugängen schafften es die Twins die American League 1965 zu gewinnen. Eine zweite Welle des Erfolges kam in den späten 1980er und frühen 1990er Jahren. In den Jahren 1987 schaffte es das Team erstmals in Minnesota die World Series zu gewinnen. Im Jahr 1991 konnten die Twins die World Series erneut gewinnen.

#### 2000er
Die Twins dominierten die Central Division in dem ersten Jahrzehnt des neuen Jahrhunderts und gewannen die Division in sechs dieser zehn Jahre ('02, '03, '04, '06, '09 und '10). Von 2001 bis 2006 sammelten die Twins die längste Serie von aufeinander folgenden Saisons-Siegen seit ihrem Umzug nach Minnesota. Die Twins haben seit der 2002er Serie gegen die Athletics keine Playoff-Serie gewonnen, obwohl das Team in diesem Jahrzehnt mehrere Divisionsmeisterschaften gewonnen hat.

#### 2010er
Im Jahr 2010 zogen die Twins in ihr neues Stadion, dem Target Field ein. In den folgenden Jahren befanden sich die Twins in einer Periode ohne Playoff-Teilnahmen. 2017 konnten die Twins das AL Wild Card Game erreichen, verloren dieses jedoch gegen die New York Yankees.

#### 2019
Die Twins begannen die MLB-Saison 2019 hervorragend und besaßen den besten Win-Loss-Rekord bis Mitte Mai. Der starke Start führte jedoch nicht zu einer starken Besucherzahl. Am 8. Mai kündigten die Twins einen Verkauf von $5-Tickets für ihre verbleibenden Heimspiele im Mai an, um die Fans wieder ins Stadion zu bringen. Die Twins verkauften 20.000 Tickets innerhalb eines Tages und mussten aufgrund der überwältigenden Nachfrage zusätzliche Plätze zur Verfügung stellen.
Die Twins stellten, mit 166 Homeruns, einen neuen Rekord für die meisten in der ersten Saisonhälfte auf.
Am 17. September 2019 schlug Miguel Sanó einen 482 Fuß langen Homerun, um die Twins zum ersten Team in der Geschichte der Major League zu machen, das fünf Spieler mit mindestens 30 Homeruns in einer Saison hat.
Am 25. September 2019 entschieden die Twins für die Central Division der American League für sich.
Am 26. September 2019 wurden die Twins zum ersten Team in der Geschichte der Major League, das in einer Saison 300 Homeruns erzielte.
Die Twins beendeten die Saison 2019 mit 101 Siegen, den zweithäufigsten in der Franchisegeschichte. Das Team erzielte insgesamt 307 Home Runs, die meisten in der Geschichte der MLB in einer einzigen Saison. Durch die vielen Home Runs und die Schlagkraft des Teams erhielten sie ihm laufe der Saison den Spitznamen Bomba Squad. In der ALDS 2019 trafen die Twins auf die Yankees. Die Twins verloren die Serie 0–3 und verlängerten ihre Postseason-Niederlagenserie damit auf 16 Spiele.

## Drohende Auflösung und Verlegung des Teams
Die Eigenheiten des Hubert H. Humphrey Metrodome, einschließlich des Rasenbodens und des weißen Daches, gaben den Twins einen bedeutenden Heimvorteil, der dazu führte, dass sie 1987 und 1991 die World Series gewannen, zumindest nach Meinung ihrer Gegner. Dies waren die ersten beiden World Series in der Geschichte des professionellen Baseballs, in denen ein Team die Meisterschaft gewann, indem es alle vier Heimspiele gewann. Dennoch argumentierten die Twins, dass der Metrodome veraltet sei und dass das Fehlen eines speziellen Nur-Baseball-Stadions die Einnahmen des Teams einschränkte und es schwierig machte, ein erstklassiges, konkurrenzfähiges Team aufrechtzuerhalten. Die Twins hatten das Stadion seit 1961 mit den Minnesota Vikings der NFL geteilt. Es wurde gemunkelt, dass das Team erwägen würde, in Orte wie New Jersey, Las Vegas oder Portland zu ziehen, um einen finanziell wettbewerbsfähigeren Markt zu finden. Im Jahr 2002 wurde das Team fast aufgelöst, als die Major League Baseball die Twins und die Montreal Expos (jetzt das Washington Nationals Franchise) zur Eliminierung auswählte, da sie im Vergleich zu anderen Franchiseunternehmen in der Liga finanziell schwach waren. Der Anstoß für die Auflösung nahm ab, nachdem eine Gerichtsentscheidung die Twins zwang, ihren Mietvertrag für den Metrodome auszuzahlen. Der Twins-Besitzer Carl Pohlad setzte jedoch seine Umsiedlungsbemühungen fort, führte einen Rechtsstreit gegen die Metropolitan Stadium Commission und erhielt ein Urteil des Landgerichts, wonach seine Mannschaft nach der Saison 2006 nicht mehr verpflichtet war, im Metrodome zu spielen. Damit war der Weg frei, dass die Twins vor der Saison 2007 entweder verlegt oder aufgelöst werden konnten, falls kein neuer Deal zustande kam. Schlussendlich wurde entschieden, dass die Twins bis 2010 im Metrodome spielen würden und anschließend ins Target Field umziehen würden.

## Stadion

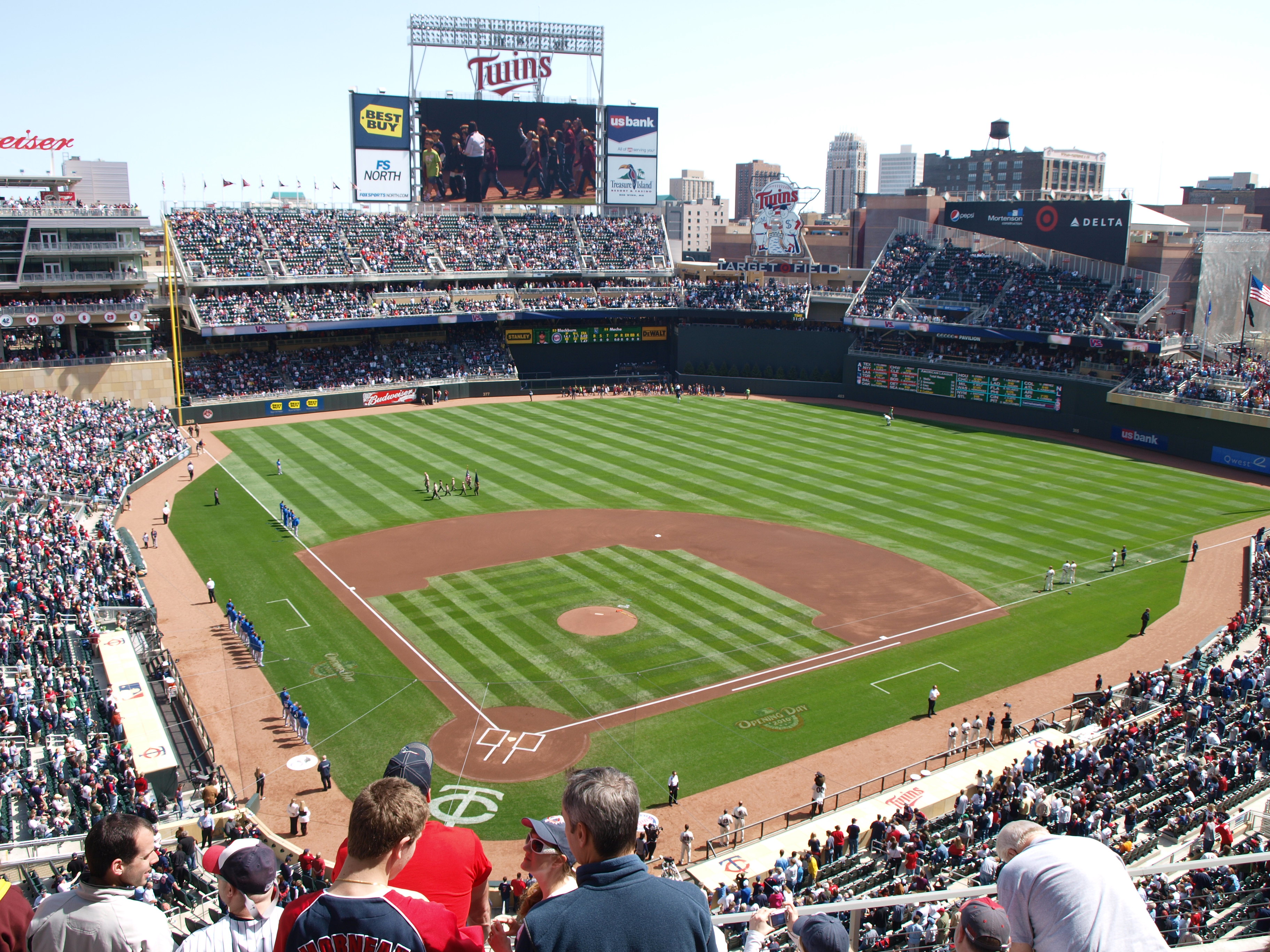
Target Field am 10. April 2010

Die Twins tragen ihre Heimspiele im Target Field in Minneapolis aus. Als Reaktion auf den drohenden Verlust der Twins hat der private und öffentliche Sektor von Minnesota ein Finanzierungspaket für ein Stadion ausgearbeitet und genehmigt. Das Target Field wurde im Warehouse District von Minneapolis errichtet und ist im Besitz der Minnesota Ballpark Authority. Der Bau des Stadions kostete 544,4 Mio. USD und wurde zum Teil öffentlich und zum Teil privat Finanziert. Als Teil des Vertrags unterzeichneten die Twins einen 30-jährigen Mietvertrag für das neue Stadion, der den Fortbestand der Mannschaft in Minnesota für lange Zeit garantiert.

## Name
Der Name „Minnesota Twins“ anstelle „Minneapolis“, wo das Team ja eigentlich spielt, rührt aus dem Umstand, dass das Team beabsichtigt, die beiden Zwillings-Städte (englisch: „twin cities“) Minneapolis und St. Paul (und hierdurch den ganzen amerikanischen Bundesstaat Minnesota) zu repräsentieren. Der Name „Twins“ leitet sich aus den „Twin Cities“ ab (Minneapolis und St. Paul werden nur durch den Mississippi River voneinander getrennt). Dies wird auch in Form des stilisierten Buchstabenlogos „TC“ (Twin Cities) auf den Heim-Baseball-Mützen symbolisiert.

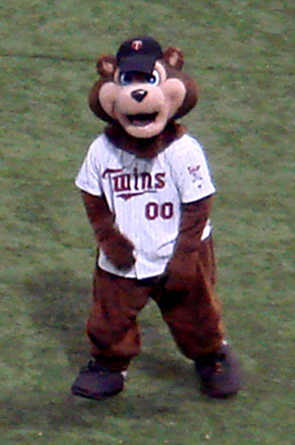
T.C. Bear während eines Spieles

## Maskottchen
Das Maskottchen der Twins heißt T.C. (T. C. Bear). Er wurde am 3. April 2000 zum ersten Mal in Minnesota vorgestellt. T.C. ist nach dem Vorbild des Hamm's Beer Bear gestaltet, das in der Werbung für die Hamm's Brauerei, einem frühen Sponsor der Twins, verwendet wird. Das „T.C.“ steht für die „Twin Cities“, Minneapolis und Saint Paul.

## Team- und Franchisetraditionen
Fans schwingen das sogenannte Homer Hanky, eine Art Handtuch, um das Team während der Playoffs und anderer wichtiger Spiele anzufeuern. Das Homer Handtuch wurde 1987 von Terrie Robbins erfunden. Es war ihre Idee, ursprünglich 60.000 Homer Handtücher zu verschenken. In diesem Jahr wurden über 2,3 Millionen Homer Handtücher verteilt.
Das Clubhaus der Twins ist für die Partystimmung nach einem Sieg ist bekannt. Die Spieler des Teams entspannen sich bei lauter Rockmusik (meist die Wahl des Pitchers) und Videospielen.
Der Club hat mehrere Rituale, wie z. B. die Forderung, dass der jüngste Relief Pitcher des Teams, Wasser und Snacks in einem bunten Kleinkinderrucksack zur Bullpen trägt (Barbie 2005, SpongeBob Schwammkopf 2006, Hello Kitty 2007, Disney Princess und Tinkerbell 2009, Chewbacca und Darth Vader 2010).

## Platzierungen der letzten Jahre
| Jahr                | Regular Season | Regular Season | Regular Season | Regular Season  | Regular Season | Regular Season     | Postseason | Postseason | Ergebnis                                                                   |
| Jahr                | Siege          | Niederlagen    | Sieg %         | Ergebnis        | Besucher       | Besucher pro Spiel | Record     | Sieg %     | Ergebnis                                                                   |
| ------------------- | -------------- | -------------- | -------------- | --------------- | -------------- | ------------------ | ---------- | ---------- | -------------------------------------------------------------------------- |
| 2001                | 85             | 77             | .525           | 2. – AL Central | 1.782.929      | 22.011             | 0–0        | .000       |                                                                            |
| 2002                | 94             | 67             | .584           | 1. – AL Central | 1.924.473      | 23.906             | 4–6        | .400       | Sieg ALDS vs Oakland Athletics, 3–2 Niederlage ALCS vs Anaheim Angels, 1–4 |
| 2003                | 90             | 72             | .556           | 1. – AL Central | 1.946.011      | 24.025             | 1–3        | .250       | Niederlage ALDS vs New York Yankees, 1–3                                   |
| 2004                | 92             | 70             | .568           | 1. – AL Central | 1.911.490      | 23.599             | 1–3        | .250       | Niederlage ALDS vs New York Yankees, 1–3                                   |
| 2005                | 83             | 79             | .512           | 3. – AL Central | 2.034.243      | 25.114             | 0–0        | .000       |                                                                            |
| 2006                | 96             | 66             | .593           | 1. – AL Central | 2.285.018      | 28.210             | 0–3        | .000       | Niederlage ALDS vs Oakland Athletics, 0–3                                  |
| 2007                | 79             | 83             | .488           | 3. – AL Central | 2.296.347      | 28.349             | 0–0        | .000       |                                                                            |
| 2008                | 88             | 75             | .540           | 2. – AL Central | 2.302.611      | 28.427             | 0–0        | .000       |                                                                            |
| 2009                | 87             | 76             | .534           | 1. – AL Central | 2.416.237      | 29.466             | 0–3        | .000       | Niederlage ALDS vs New York Yankees, 0–3                                   |
| 2010                | 94             | 68             | .580           | 1. – AL Central | 3.223.640      | 39.798             | 0–3        | .000       | Niederlage ALDS vs New York Yankees, 0–3                                   |
| 2011                | 63             | 99             | .389           | 5. – AL Central | 3.168.107      | 39,112             | 0–0        | .000       |                                                                            |
| 2012                | 66             | 96             | .407           | 5. – AL Central | 2.776.354      | 34.275             | 0–0        | .000       |                                                                            |
| 2013                | 66             | 96             | .407           | 4. – AL Central | 2.477.644      | 30.588             | 0–0        | .000       |                                                                            |
| 2014                | 70             | 92             | .432           | 5. – AL Central | 2.250.606      | 27.785             | 0–0        | .000       |                                                                            |
| 2015                | 83             | 79             | .521           | 2. – AL Central | 2.220.054      | 27.408             | 0–0        | .000       |                                                                            |
| 2016                | 59             | 103            | .364           | 5. – AL Central | 1.963.912      | 24.246             | 0–0        | .000       |                                                                            |
| 2017                | 85             | 77             | .525           | 2. – AL Central | 2.051.279      | 25.324             | 0–1        | .000       | Niederlage AL Wild Card Game vs New York Yankees                           |
| 2018                | 78             | 84             | .481           | 2. – AL Central | 1.959.197      | 24.489             | 0–0        | .000       |                                                                            |
| 2019                | 101            | 61             | .623           | 1. – AL Central | 2.294.152      | 28.322             | 0–3        | .000       | Niederlage ALDS vs New York Yankees, 0–3                                   |
| Insgesamt als Twins | 4680           | 4739           | .497           | –               | –              | –                  | 25–42      | .373       | 2× World Series Sieger (1987, 1991)                                        |

## Mitglieder der Baseball Hall of Fame
Folgende Mitglieder der Baseball Hall of Fame spielten bei den Twins:

## Trikotnummern, die nicht mehr vergeben werden

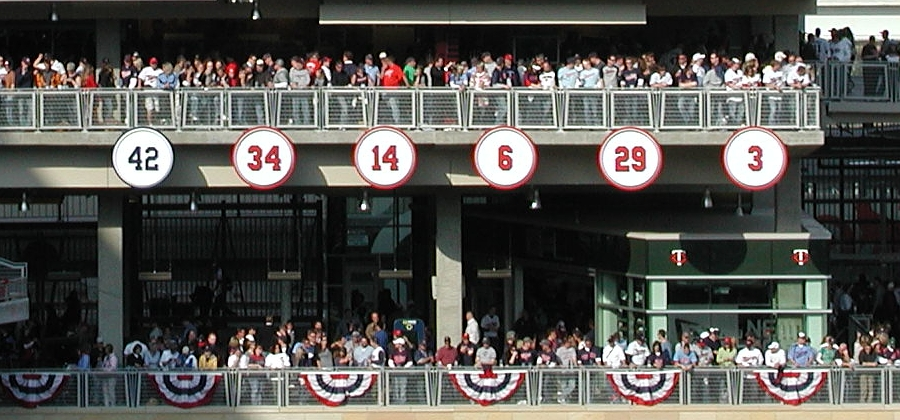
Trikotnummern, die nicht mehr vergeben werden im Target Field

- 3 Harmon Killebrew (seit 4. Mai 1975)
- 6 Tony Oliva (seit 14. Juli 1991)
- 7 Joe Mauer (seit 15. Juni 2019)
- 10 Tom Kelly (seit 8. September 2012)
- 14 Kent Hrbek (seit 13. August 1995)
- 28 Bert Blyleven (seit 16. Juli 2011)
- 29 Rod Carew (seit 19. Juli 1987)
- 34 Kirby Puckett (seit 25. Mai 1997)
- 42 Jackie Robinson (bei jedem Club der MLB, seit 15. April 1997)

Im Target Field hängen die Nummern im Left Field vor dem Turm, der als Vorstandsbüro der Twins dient. Die Nummern dienen auch als Bezeichnungen für die Eingangstore des Stadions.

## Minor-League-Teams der Minnesota Twins
Zum Franchise der Twins gehören folgende Minor-League-Teams:
- AAA: Rochester Red Wings (International League), Rochester, New York
- AA: Pensacola Blue Wahoos (Southern League), Pensacola, Florida
- Advanced A: Fort Myers Mighty Mussels (Florida State League), Fort Myers, Florida
- A: Cedar Rapids Kernels (Midwest League), Cedar Rapids, Iowa
- Rookie: Elizabethton Twins (Appalachian League), Elizabethton, Tennessee
- Rookie: Gulf Coast Twins (Gulf Coast League), Fort Myers, Florida
- Rookie: Dominican Summer League Twins (Dominican Summer League), Dominikanische Republik